# Amphilophium sandwithii
Amphilophium sandwithii là một loài thực vật có hoa trong họ Chùm ớt. Loài này được Fabris mô tả khoa học đầu tiên năm 1964.